# Siler pulcher
Siler pulcher là một loài nhện trong họ Salticidae.
Loài này thuộc chi Siler. Siler pulcher được Eugène Simon miêu tả năm 1901.